# 維克托里夫
49°3′18″N 24°38′33″E / 49.05500°N 24.64250°E
維克托里夫（烏克蘭語：Вікторів），是烏克蘭西部的村莊，隸屬伊萬諾-弗蘭科夫斯克州的伊萬諾-弗蘭科夫斯克區。該村始建於1558年，面積23.7平方公里，2001年人口1,881，人口密度每平方公里79.4人。